# Brion (Yonne)
Brion – miejscowość i gmina we Francji, w regionie Burgundia-Franche-Comté, w departamencie Yonne.
Według danych na rok 1990 gminę zamieszkiwały 533 osoby, a gęstość zaludnienia wynosiła 32 osoby/km² (wśród 2044 gmin Burgundii Brion plasuje się na 433. miejscu pod względem liczby ludności, natomiast pod względem powierzchni na miejscu 566.).